# シティ情報ふくおか
『シティ情報ふくおか』（シティじょうほうふくおか）は、福岡市を中心とした福岡都市圏のタウン情報誌である。また、株式会社シティ情報ふくおかは、福岡市中央区に本社を置き、同誌を発行する企業である。2005年11月25日より誌名を『シティ情報Fukuoka CLASS』に改名。

## 概要
1976年9月、福岡市を地盤とする印刷会社「秀巧社印刷」の子会社である「プランニング秀巧社」が月刊誌として創刊。全国のタウン情報誌の草分け的存在で、記事内容は福岡都市圏のグルメ情報やコンサート・映画・演劇などのイベント情報が中心のいわゆる「ぴあ型情報誌」として徐々に浸透。その後隔週で発行されて次第に部数を増やし、最盛期（1990年代後半〜）には公称25万部の発行部数を誇った。以前はテレビ番組表も掲載されていた。また、『クッキングパパ』作者の漫画家・うえやまとちが漫画家デビュー当時、連載漫画を掲載していた。
創刊当初は福岡都市圏の書店・駅売店が中心の販売だったが、その後、北九州市や久留米市などに販売網を拡大、九州全県と山口県の一部の書店・コンビニエンスストアで販売された。
福岡で活躍するアマチュアミュージシャンのライブ情報や、福岡ダイエーホークス（現：福岡ソフトバンクホークス）、アビスパ福岡の情報も取り上げ、福岡の若者文化のリーダー役として地域の情報を伝えてきた。
しかし、フリーペーパーやインターネットなどの新しい情報手段の普及や、角川書店が『九州ウォーカー』を創刊するなどで発行部数が激減。親会社の経営難も有り2005年6月末で一度休刊したが、同年11月25日に『シティ情報Fukuoka CLASS』として新たな形で発行を再開した。この中にフリーペーパー『シティ情報Fukuoka O オー!（シティじょうほうフクオカ オー!）』が同梱されており、これに関しては単体で福岡都市圏などでも配布されている。
発行元であったプランニング秀巧社は、2005年12月に会社分割により新会社「株式会社シティ情報ふくおか」を設立し、発行を引き継いだ後解散。2006年6月に福岡地方裁判所から特別清算の開始決定を受けている。
2007年3月30日、福岡市に本社を置くパソコンを中心とした家電量販店・アプライドが株式会社シティ情報ふくおかを買収。現在はアプライドグループの一員である。

## その他
1980年、シティ情報ふくおかの表紙キャラクターであった「ふくおかおじさん」をキャラクターに起用した日清食品の袋麺（豚骨ラーメン）「くおーか」が九州限定で発売された。当時のシティ情報ふくおかの表紙そっくりのパッケージで「ふくおか」のロゴを「くおーか」に変えて、ふくおかおじさんがラーメンを食べているイラストであった。しかし、「くおーか」はハウス食品の「うまかっちゃん」の牙城を崩すことは出来ずに1983年に終売になった。
システムソフトの前身であるシステムソフト福岡は創業時にプランニング秀巧社のオフィスを間借りしていた。